# Henri Beaufour
Pour les articles homonymes, voir Beaufour.
Henri Beaufour est un homme d'affaires et milliardaire français. Il est le descendant d'Henri Beaufour, fondateur des Laboratoires Beaufour, ancêtre de l’entreprise biopharmaceutique française Ipsen.

## Biographie
Né le 6 janvier 1965 à Neuilly-sur-Seine, Henri Beaufour est le fils d'Albert Beaufour, décédé en 2000, et le petit-fils du Dr Henri Beaufour, fondateur du groupe Ipsen.
Il est titulaire d'un Bachelor of Arts de l'Université de Georgetown aux États-Unis.  
Au décès d'Albert Beaufour en 2000, les 76 % du capital détenus par la famille ont été répartis entre les trois frères et sœurs. L'une des filles, Véronique Beaufour, a vendu sa part, représentant 6 % du capital. Anne et son frère Henri Beaufour contrôlent ainsi 57 % du groupe Ipsen, et siègent tous deux au conseil d'administration d'Ipsen et de Mayroy, la holding de contrôle d'Ipsen. Leur participation dans Ipsen est encore de 52 % en 2020.
En 2018, sa fortune est estimée à 3 milliards d'euros,.